# George Bell (Maler)

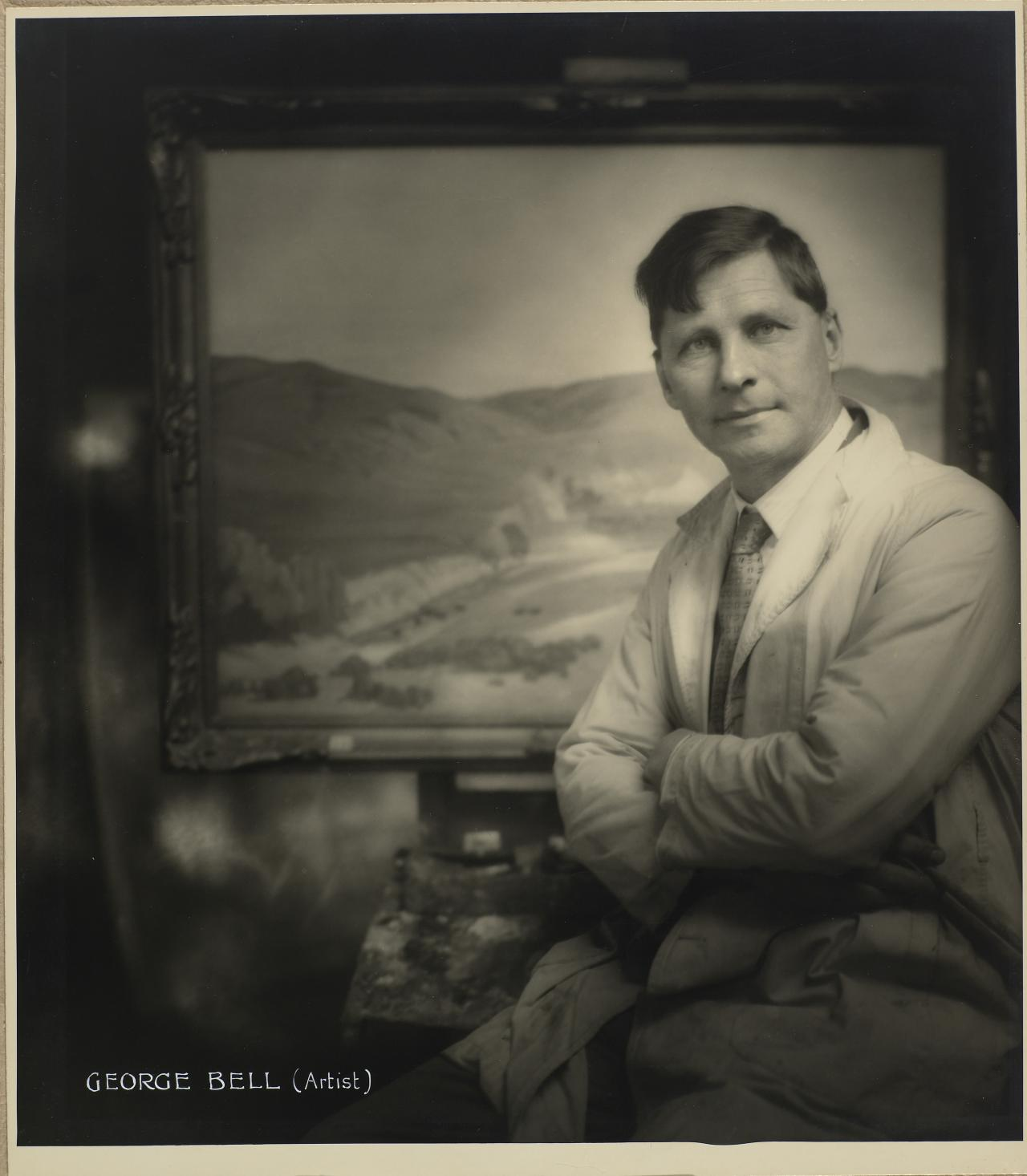
George Bell, Fotografie von Jack Cato (1932). National Gallery of Victoria, Melbourne

George Frederick Henry Bell (* 1. Dezember 1878 in Kew, Victoria; † 22. Oktober 1966 in Toorak, Melbourne) war ein australischer Künstler und Kunstlehrer, der eine bedeutende Rolle in der Kunstszene seines Landes spielte.

## Leben

### Ausbildung und Lehre
George Bell wurde 1878 in Kew, Victoria, als Sohn des Staatsbeamten George Bell und seiner Frau Clara, geb. Barlow, geboren. Obwohl sein Vater wollte, dass er Jura an der Universität von Melbourne studierte, entschied sich Bell für ein Kunststudium an der National Gallery School, wo er von 1895 bis 1903 bei Lindsay Bernard Hall, Frederick McCubbin und George Coates studierte. Gleichzeitig nahm er Geigenunterricht und spielte in verschiedenen Orchestern.
1903 ging Bell nach Europa, wo er in Paris bei Jean Paul Laurens und später in London und St. Ives bei Philip Connard studierte. Er trat dem renommierten Chelsea Arts Club bei und war 1908 Gründungsmitglied der Modern Society of Portrait Painters. In den folgenden Jahren stellte er seine Werke, vor allem Porträts und Landschaften im tonalen Realismus, in Frankreich, Deutschland, den USA und Großbritannien aus. Im Ersten Weltkrieg war Bell zunächst als Lehrer tätig, arbeitete dann in der Munitionsproduktion und diente ab 1918 als offizieller Kriegskünstler der  4th Division der Australian Imperial Force. Nach seiner Rückkehr nach Australien 1920 vollendete er sein Hauptwerk „Dawn at Hamel 4th July 1918“, das im War Memorial in Canberra ausgestellt ist.
In Melbourne begann Bell eine Lehrtätigkeit und arbeitete von 1923 bis 1950 als Kunstkritiker für die Sun News-Pictorial. 1932 gründete er zusammen mit Arnold Shore eine Kunstschule in Melbourne und im selben Jahr die Contemporary Group of Melbourne. Bell unterbrach seine Lehrtätigkeit 1934 für einen längeren Aufenthalt in Europa, wo er seine künstlerische Philosophie weiterentwickelte. Vor allem die Ideen von Clive Bell und Roger Fry hatten großen Einfluss auf seine Arbeit.

### Contemporary Art Society

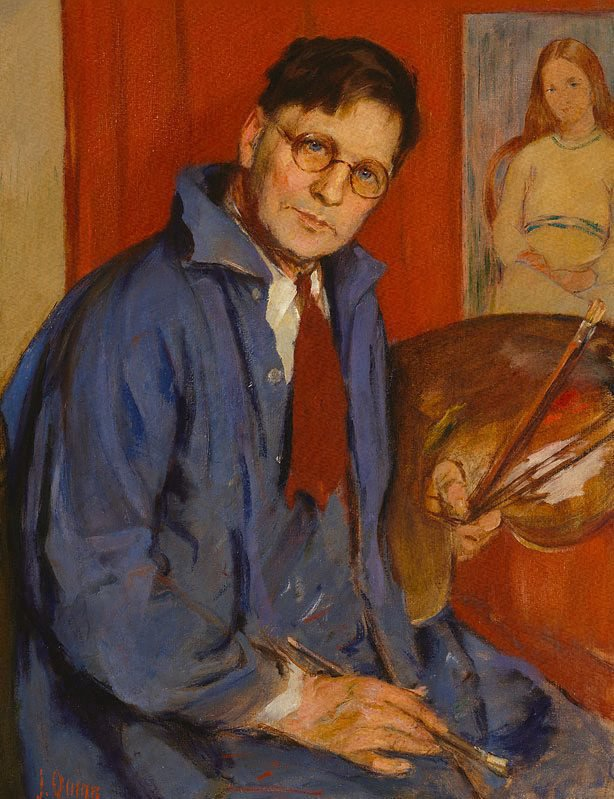
George Bell, porträtiert von James Peter Quinn (1939/1940)

1937 geriet Bell in eine öffentliche Auseinandersetzung mit Robert Menzies, als dieser versuchte, eine australische Kunstakademie nach dem Vorbild der Royal Academy in London zu gründen. Bell wurde zu einem führenden Vertreter der modernen Kunst in Australien. Im Jahr 1938 gründete er die Contemporary Art Society und war ihr erster Präsident. Nach internen Streitigkeiten gründete er 1940 die Melbourne Contemporary Artists.
Bell brachte den französischen Post-Impressionismus nach Melbourne und war eine prägende Figur für viele australische Künstler wie Russell Drysdale, Sali Herman und Constance Stokes. Während er Künstler wie Drysdale unterstützte, kritisierte er Maler wie Sidney Nolan und Albert Tucker.
Seine eigene Malerei umfasste Porträts, Stillleben und Interieurs. Viele seiner frühen Werke zerstörte er, was seine spätere künstlerische Anerkennung möglicherweise schmälerte. Trotz gesundheitlicher Probleme blieb Bell bis ins hohe Alter künstlerisch aktiv. 1965 fand eine Retrospektive seiner Werke statt und 1966 wurde er mit dem Order of the British Empire ausgezeichnet. George Bell starb am 22. Oktober 1966 im Alter von 87 Jahren in Toorak, Melbourne.